# جزيرة ريشيري
جزيرة ريشيري (باليابانية: 利尻島) هي جزيرة بركانية تقع في بحر اليابان، وأقرب محافظة يابانية لها هي محافظة هوكايدو في أقصى شمال اليابان، وهي تتبع إدارياً لنفس المحافظة. يوجد في الجزيرة مدينتين هما ريشيري وريشيريفوجي. تكونت هذه الجزيرة في الماضي بسبب نشوء مخروط بركاني فيها، تكون بسبب هذا الاندفاع البركاني جبل ريشيري. تشتهر هذه الجزيرة بالنشاط السياحي وتجارة صيد الأسماك، حيثُ يعمل أغلب السكان بهذه الأنشطة، ويبلغ عدد السكان 5,102 نسمة، يعيشون على مساحة 183,000 كم2.

## الجغرافيا
تبعد الجزيرة مسافة 20 كم غرباً عن ساحل جزيرة هوكايدو التي تعتبر أحد الجزر الكبيرة التي تشكل اليابان، وتبعد عن الجزيرة الصغيرة ريبون مسافة 10 كم نحو الشمال الغربي. جزيرة ريشيري دائرية الشكل تقريباً، حيثُ تبلغ طول سواحلها 63 كم، ويبلغ طول هذه الجزيرة 19 كم من الشمال للجنوب، ويبلغ عرضها 14 كم من الشرق للغرب. أعلى ارتفاع على هذه الجزيرة يقع على قمة جبل ريشيري الذي يبلغ ارتفاعه 1721 متر (5646 قدم). يوجد في جبل ريشيري العديد من الينابيع والأحواض المائية التي تُشكل مصدراً هام للمياه العذبة في الجزيرة.